# Histoire des Goths
De origine actibusque Getarum (De l'origine et des hauts faits des Goths) ou Getica, aujourd'hui traduit en Histoire des Goths, est une œuvre écrite en latin en 551 par le clerc Jordanès.

## Synopsis
L'Histoire des Goths commence par une géographie / ethnographie du Nord, en particulier de la Scandza (la Scandinavie considérée alors comme une île) (16-24). Il laisse l'histoire des Goths commencer avec l'émigration de Berig avec trois navires de Scandza à Gothiscandza, région qui désigne la Pologne actuelle (25, 94), dans un passé lointain. Sous la plume de Jordanes (ou Cassiodore), le demi-dieu Getian d'Hérodote Zalmoxis devient un roi des Goths (39). Jordanes raconte comment les Goths ont saccagé "Troie et Ilion" juste après qu'ils se sont quelque peu remis de la guerre avec Agamemnon (108). Il raconte aussi qu'ils ont rencontré le pharaon égyptien Vésosis (47). 
La partie la moins fictive de l'ouvrage de Jordanes commence lorsque les Goths rencontrent les forces militaires romaines au IIIe siècle. Le livre se termine par la défaite des Goths par le général byzantin Bélisaire. Jordanes conclut son œuvre en déclarant qu'il écrit pour honorer ceux qui ont triomphé des Goths après une histoire de 2030 ans.

## Importance historique
C'est un abrégé de l'œuvre perdue de Cassiodore, les Libri XII De Rebus Gestis Gothorum, composée à la demande du roi Théodoric le Grand. Néanmoins, nous ignorons dans quelle mesure Jordanes a effectivement utilisé l'œuvre de Cassiodore. 
L'ouvrage est d'une importance capitale pour l'histoire et l'ethnographie des peuples dits « barbares » et pour l'antiquité romaine tardive. Il est significatif en tant que seule ressource contemporaine qui donne une histoire complète de l'origine et de l'histoire des Goths. Un autre aspect de ce travail est l'information qu'il fournit sur l'histoire ancienne et les coutumes des Slaves.
Parmi les descriptions de batailles célèbres, on retrouve celle du sac de Rome par Alaric Ier et la bataille des Champs Catalauniques qui, en 451, opposa les Huns d'Attila à une coalition autour des Romains d'Aetius.
À cette Getica, une Histoire de Rome, ou Romana, du même historien, vient faire pendant.

## Éditions et traductions
- Consulter la liste des éditions de cette œuvre